# Équipe de Tunisie de football en 1960
L'équipe de Tunisie de football connaît une année faste en 1960 en disputant 23 matchs et en réussissant à se qualifier aux Jeux olympiques de 1960. Elle fait appel à un entraîneur confirmé, le Yougoslave Milan Kristić, qui parvient à développer les capacités des joueurs et à découvrir de jeunes talents dont certains ne sont pas encore titulaires dans leurs équipes, à l'instar de Rached Meddeb, Moncef Chérif, Brahim Kerrit ou Hamadi Dhaou. C'est aussi l'année des deux records, celui des buts marqués, contre Taïwan sur le score de 8-1, et celui des buts encaissés, contre la Hongrie sur le score de 1-10.

## Matchs
L'équipe dispute au total 23 matchs au cours de l'année, mais Kristić ne prend les commandes techniques à la place du trio Hechmi Cherif, Larbi Soudani et Habib Draoua qu'à partir du deuxième match.

### Rencontres internationales
| Date               | Stade                     | Adversaire            | Score | Comp | Buteurs tunisiens                                                         |
| 3 janvier 1960     | Tunis, Tunisie            | Yougoslavie           | 1-5   | A    | A. Tlemçani 48e                                                           |
| 14 février 1960    | Khartoum, Soudan          | Soudan                | 0-1   | QJO  |                                                                           |
| 19 février 1960    | Le Caire, Égypte          | République arabe unie | 1-3   | QJO  | Saâd 60e                                                                  |
| 3 avril 1960       | Tunis, Tunisie            | République arabe unie | 0-0   | QJO  |                                                                           |
| 17 avril 1960      | Tunis, Tunisie            | Soudan                | 2-0   | QJO  | Diwa 10e, Saâd 79e                                                        |
| 22 mai 1960        | Reggio de Calabre, Italie | Italie (C)            | 0-4   | A    |                                                                           |
| 5 juin 1960        | Tunis, Tunisie            | Irak                  | 2-1   | A    | Mohieddine 60e, Diwa 74e                                                  |
| 17 juillet 1960    | Prague, Tchécoslovaquie   | Tchécoslovaquie (B)   | 0-4   | A    |                                                                           |
| 20 juillet 1960    | Budapest, Hongrie         | Hongrie               | 1-10  | A    | Saâd 44e                                                                  |
| 6 août 1960        | Belgrade, Yougoslavie     | Yougoslavie           | 0-7   | A    |                                                                           |
| 18 août 1960       | Rome, Italie              | Taipei chinois        | 8-1   | A    | Chérif 32e 49e 73e, B. Kerrit 78e, Diwa 54e 56e, Néji 88e, Mohieddine 83e |
| 21 août 1960       | Rome, Italie              | Inde                  | 2-2   | A    | Ben Ezzedine 54e, Meddeb 73e                                              |
| 23 août 1960       | Rome, Italie              | Turquie               | 2-2   | A    | Klibi 54e, Chérif 69e                                                     |
| 26 août 1960       | Rome, Italie              | Pologne               | 1-6   | JO   | B. Kerrit 4e                                                              |
| 29 août 1960       | Rome, Italie              | Argentine             | 1-2   | JO   | B. Kerrit 25e                                                             |
| 1er septembre 1960 | Rome, Italie              | Danemark              | 1-3   | JO   | Chérif 48e                                                                |
| 30 octobre 1960    | Casablanca, Maroc         | Maroc                 | 1-2   | QCDM | Meddeb 43e                                                                |
| 13 novembre 1960   | Tunis, Tunisie            | Maroc                 | 2-1   | QCDM | Chetali 47e, A. Tlemçani 60e                                              |
| 27 novembre 1960   | Tunis, Tunisie            | Bulgarie (B)          | 2-3   | A    | B. Kerrit 6e, Meddeb 30e                                                  |
| 4 décembre 1960    | Tunis, Tunisie            | Allemagne de l'Est    | 0-3   | A    |                                                                           |
| 15 décembre 1960   | La Valette, Malte         | Malte                 | 0-1   | A    |                                                                           |
| 25 décembre 1960   | Bagdad, Irak              | Irak                  | 3-1   | A    | Merrichkou, Chérif, B. Kerrit                                             |

### Matchs de préparation
| Date             | Stade        | Adversaire       | Score | Comp | Buteurs tunisiens          |
| 23 décembre 1960 | Bagdad, Irak | Irak (militaire) | 2-3   | A    | Merrichkou 65e, Touati 80e |

## Sources
- Mahmoud Ellafi [sous la dir. de], « Les matchs internationaux tunisiens », Almanach du sport. 1956-1973, éd. Le Sport, Tunis, 1974, p. 211-238
- Mohamed Kilani, « Équipe de Tunisie : les rencontres internationales », Guide-Foot 2010-2011, éd. Imprimerie des Champs-Élysées, Tunis, 2010
- Béchir et Abdessattar Latrech, 40 ans de foot en Tunisie, vol. 1, chapitres VII-IX, éd. Société graphique d'édition et de presse, Tunis, 1995, p. 99-176